# غرق شدن هاب‌لآنی ۲۰۱۹ بوداپست
هاب‌لِآنْی (مجاری: Hableány؛ به معنی پری دریایی) یک کشتی گردش رودخانه‌ای ۲۷ متری ساخت ۱۹۴۹ شوروی بود که در شب ۲۹ مه ۲۰۱۹ روی رودخانه دانوب در بوداپست به علت تصادف غرق شد. این کشتی دو طبقه‌ای، با ظرفیت ۴۵ نفر و وزن چهل تن بر روی دانوب کار می‌کرد.

## تصادف
در شب ۲۹ مه، هاب‌لآنی با ۳۵ سرنشین شامل دو خدمهٔ مجار در حرکت بود که از پُشت با کشتی بسیار بزرگتری به نام ویکینگ سیگین به طول ۱۳۵ متر و وزن هزار تن و سرعت زیاد در زیر پل مارگیت نزدیک ساختمان پارلمان اصابت کرد.
طبق اظهار نظر رئیس‌کل حمل‌ونقل آب‌های داخلی مجارستان در اولین کنفرانس مطبوعاتی با حضور پلیس مجارستان، فیلم ویدئویی از تصادف به وضوح نشان داده که سیگین پیش از تصادف تغییر مسیر داده و پشت هاب‌لآنی قرار گرفته‌بود. او باید سرعت خود را کاهش می‌داد تا کشتی کوچکتر از زیر پل عبور می‌کرد. کاپیتان اوکراینی سیگین، به نام یوری چاپلینسکی یک روز پس از حادثه بازداشت شد. او با انکار اینکه مرتکب اشتباهی شده در یازدهم ژوئن با وثیقه پانزده میلیون فورینت آزاد شد.

## عملیات نجات

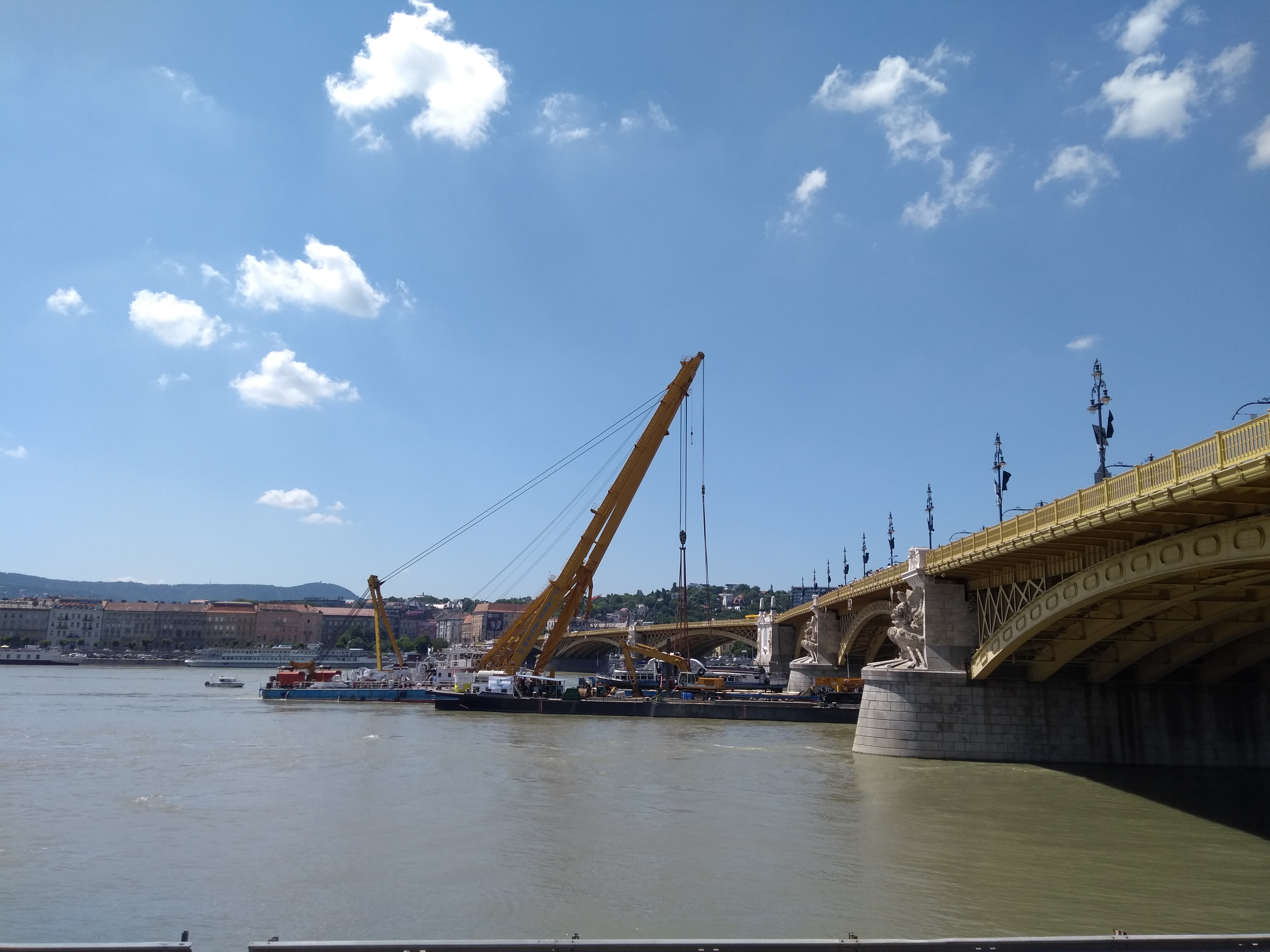
کشتی جرثقیل کلارک ادام در هنگام ساخت هابلانی

تمام مسافران این کشتی اهل کره جنوبی در تور برنامه‌ریزی شده جهانگردی یک شرکت کره‌ای بودند. در شب حادثه تنها هفت مسافر نجات داده‌شدند و تا پنج ژوئیه اجساد ۲۷ سرنشین دیگر در نقاط جنوبی‌تر دانوب پیدا شد. آخرین تحقیقات گسترده ولی ناموفق برای پیدا کردن آخرین سرنشین ناپدیدشده در مناطق گسترده‌تری تا جنگل گمنتس در چهارده اوت انجام گرفت.
عملیات بیرون آوردن هاب‌لِآنی، در روز یازده ژوئن انجام گرفت که در حین کار چهار جسد شامل کاپیتان کشتی پیدا شد.

## نگارخانه

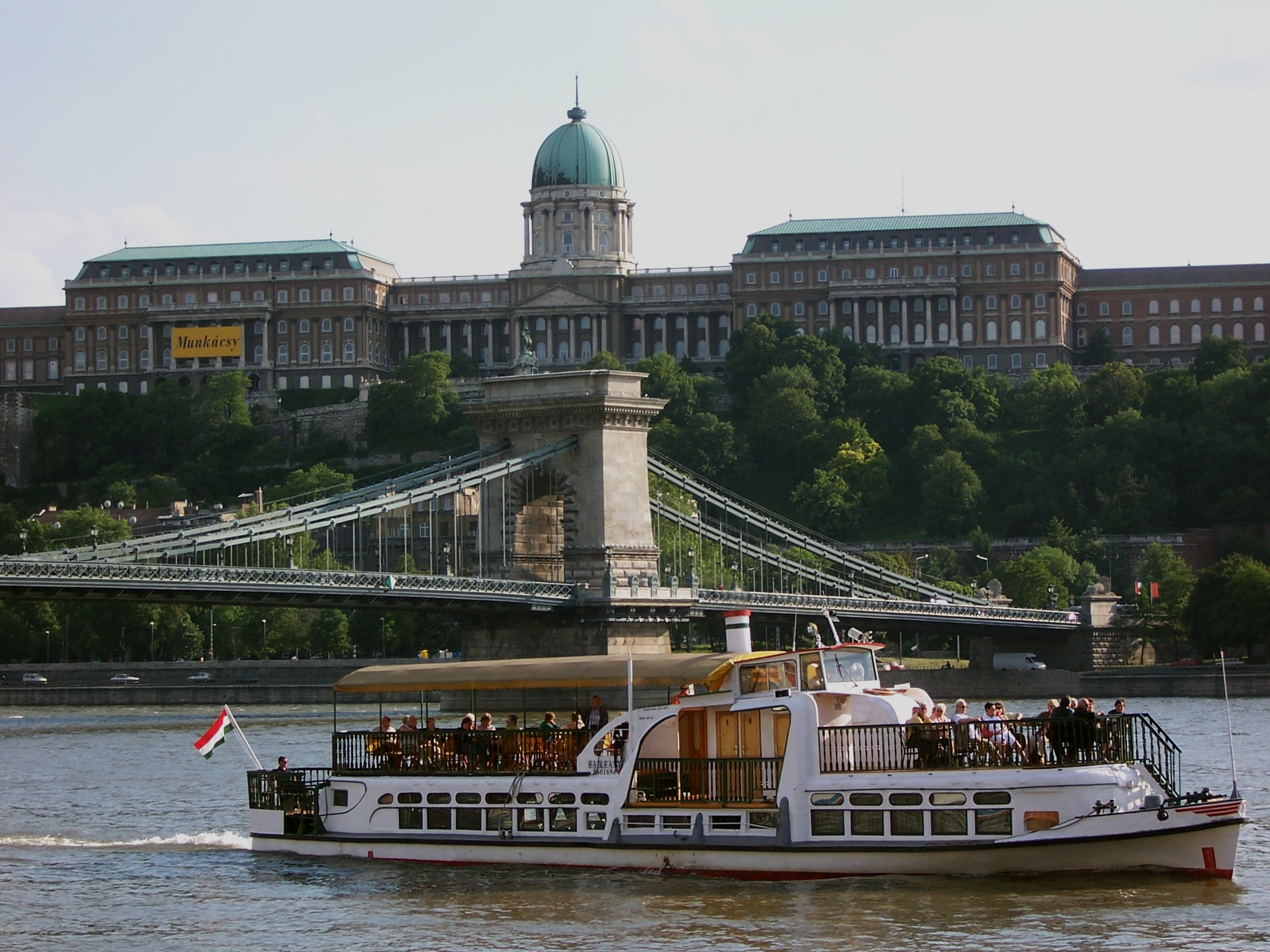
هاب‌لآنی در سال ۲۰۱۳
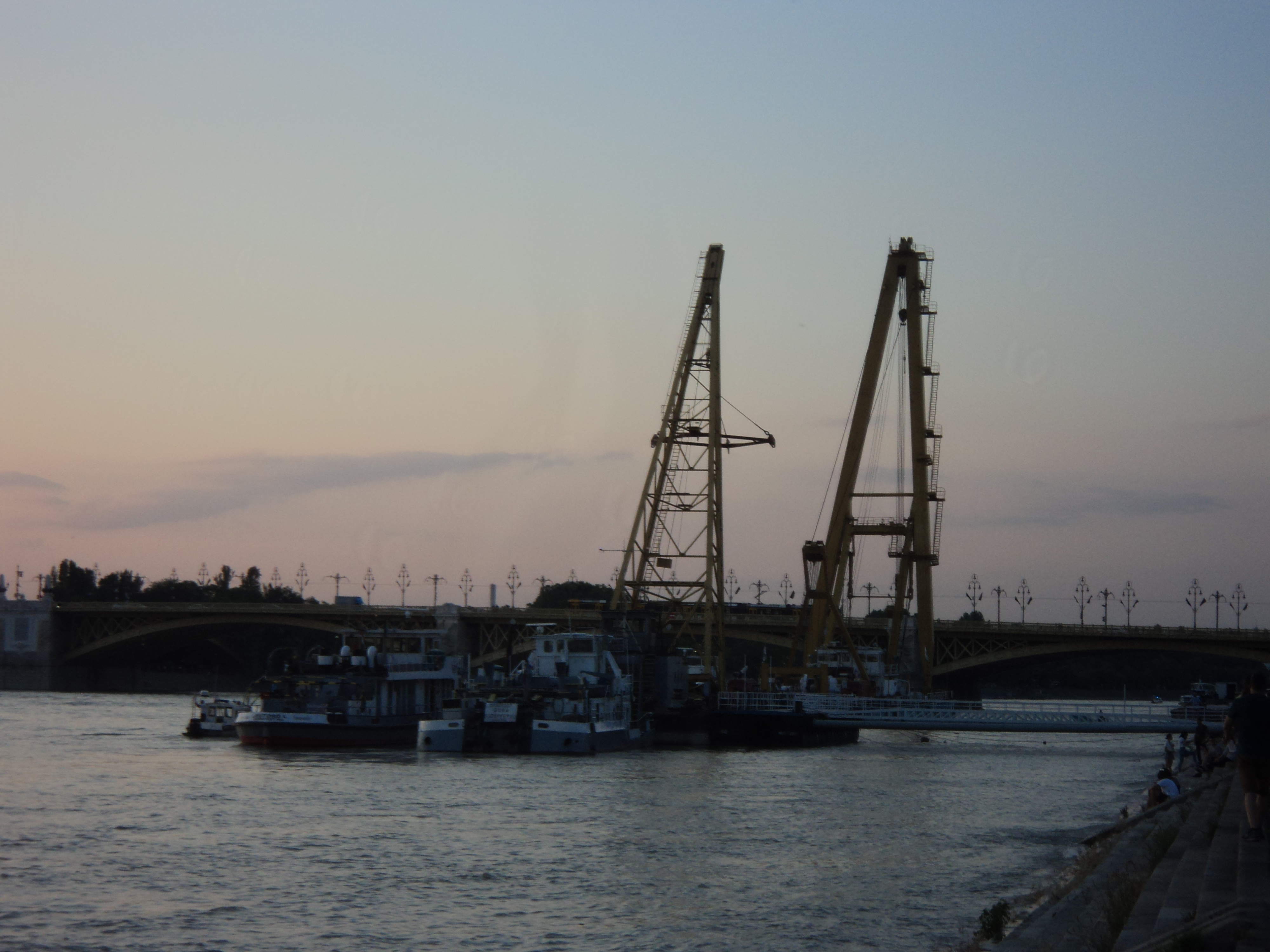
یکی از بزرگترین جرثقیل‌های شناور اروپا، کلارک آدام[ب] با ظرفیت ۲۰۰ تن، هاب‌لآنی را از آب بیرون کشید.

## توضیحات
1. ↑  Yuriy Chaplinsky
2. ↑  به نام مهندس اسکاتلندی سازنده پل زنجیر